# クリプトコッカス属
クリプトコッカス属（Cryptococcus）は担子菌の属。酵母状の無性世代（不完全世代＝アナモルフ）であり、菌糸を形成する有性世代（完全世代＝テレオモルフ）の属名は Filobasidiella という。子実体は形成しない。
空気中や土壌の至るところに存在するが、余病を併発して免疫が低下していたり、HIV感染者や臓器移植手術後の免疫抑制剤を服用中の場合、ステロイド剤を長期連用している場合等で体の抵抗力が頗る落ちていると、日和見感染症であるクリプトコッカス症の原因となることがある。健常人への感染例の報告もあるが、極めて稀である。代表的な種として Cryptococcus neoformans などがある。